# Großer Preis von Deutschland 1932

Der Nürburgring in seiner befahrenen Version der Nordschleife

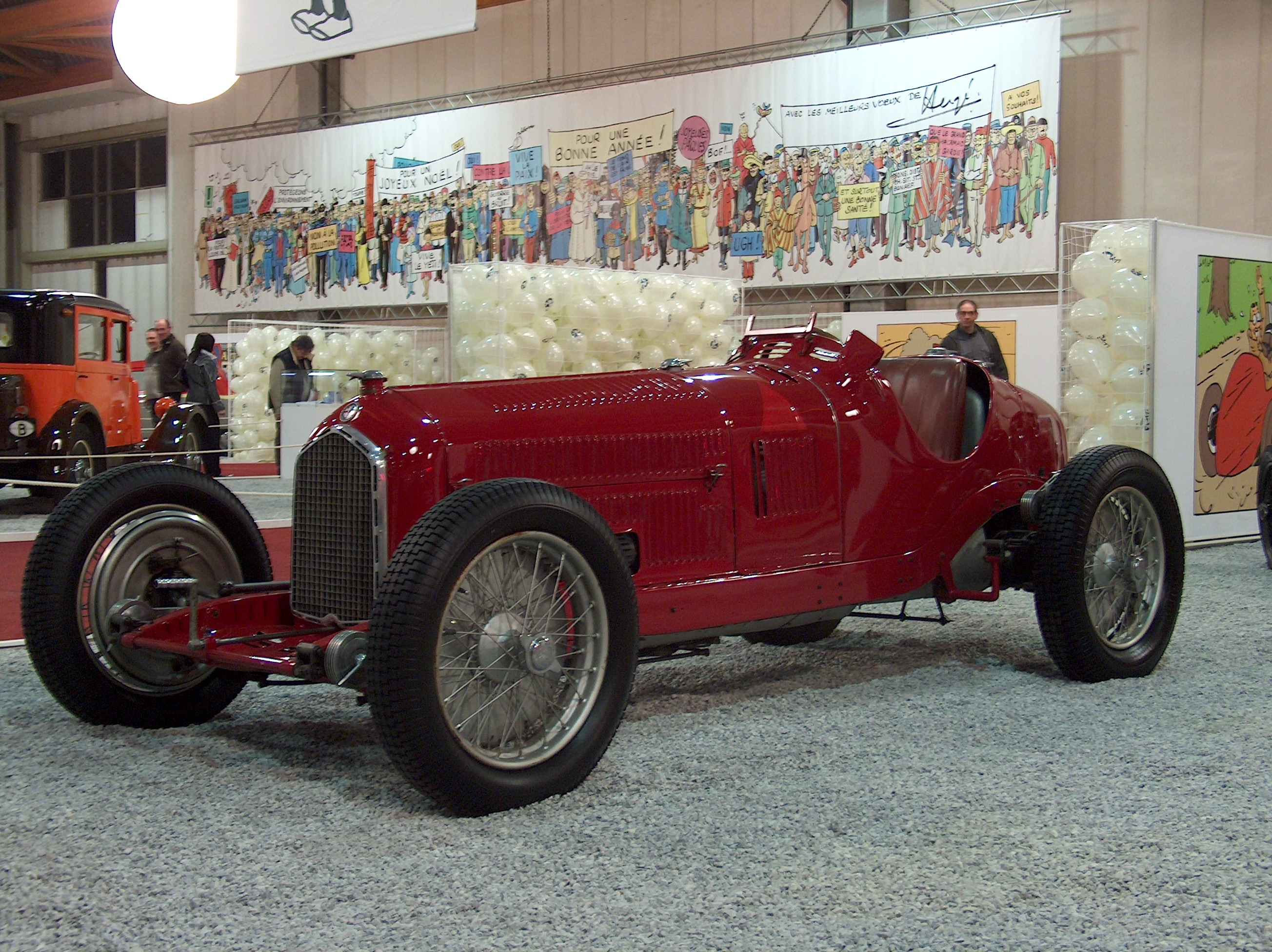
Alfa Romeo Tipo B/P3

Der VI. Große Preis von Deutschland fand am 17. Juli 1932 auf der 22,810 km langen Nordschleife des Nürburgrings statt. Als Grande Épreuve war er Wertungslauf zur Grand-Prix-Europameisterschaft 1932, obwohl am Ende die tatsächliche Renndauer von etwas weniger als fünf Stunden nicht ganz den Bestimmungen für die offiziellen Grand-Prix-Rennen entsprach.
Das Rennen wurde in drei Gruppen ausgetragen, Gruppe I – das eigentliche Grand-Prix-Rennen – für Fahrzeuge ohne Hubraumbeschränkung über 25 Runden und eine Gesamtdistanz von 570,25 km, Gruppe II für Fahrzeuge über 800 bis 1100 cm³ Hubraum über 23 Runden bzw. 524,63 km sowie Gruppe III für Wagen bis 800 cm³ Hubraum über 19 Runden und 433,39 km.
Sieger in der offenen Grand-Prix-Klasse wurde Rudolf Caracciola auf einem Alfa Romeo Tipo B/P3, den Europameistertitel der Fahrer gewann jedoch sein italienischer Teamkollege Tazio Nuvolari. Die Markenwertung ging an Alfa Romeo.

## Rennen
1932 war der Große Preis von Deutschland zum ersten Mal Wertungslauf für die Europameisterschaft. Weil damit insgesamt nur drei Meisterschaftsläufe ausgerichtet wurden, stand nach den beiden Siegen von Tazio Nuvolari mit dem neuen Alfa Romeo Tipo B/P3 „Monoposto“ in den Großen Preisen von Italien und Frankreich die Titelvergabe jedoch vor dem Rennen praktisch bereits fest. Nuvolari wäre nur bei einem Ausfall (bzw. einer Ankunft auf maximal dem sechsten Platz) von seinem Teamkollegen Mario Umberto Borzacchini einzuholen gewesen, die Meisterschaft der Fahrer wie auch die Teamwertung war aber in jedem Fall Alfa Romeo sicher. Klarer Favorit des Publikums war jedoch der dritte Fahrer des Teams, Lokalmatador Rudolf Caracciola, der im Unterschied zu seinen Stallkollegen mit dem extrem schwierigen Kurs bestens vertraut war und hier schon mehrere Erfolge errungen hatte.
Angesichts der Überlegenheit der Alfa Romeo war der Ehrgeiz der beiden anderen Werksrennställe offenbar nicht mehr allzu hoch. So hatte Maserati den eigentlichen Nummer-1-Fahrer Luigi Fagioli zuhause gelassen und nur einen Maserati 26 M für den noch relativ unerfahrenen Nachwuchspiloten Amedeo Ruggeri gemeldet, der einigen Berichten zufolge hier erstmals über einen neuen, auf 3 Liter Hubraum erweiterten Achtzylindermotor verfügt haben soll. Auch Bugatti trat im Rennen nur mit einem Auto an. Das war zum Teil darauf zurückzuführen, dass Achille Varzi kurz vor dem Start wegen eines Augenleidens auf die Teilnahme verzichten musste. Aber auch Ersatzfahrer Albert Divo war nicht zum Start bereit, sodass das Team nur Louis Chiron mit einem Bugatti-Type-51-Vorjahresmodell ins Rennen schicken konnte, das gegen die Alfa Romeo nicht mehr konkurrenzfähig war. Der stärkere, aber deutlich schwerere Type 54 erschien angesichts der anspruchsvollen Streckenführung jedoch noch weniger geeignet.
Neben diesen fünf Werkswagen traten in der Grand-Prix-Klasse außerdem vier Privatfahrer auf ihren Bugatti Type 51 an, die allerdings für den Rennausgang keine Rolle spielten. Um dem Publikum auf dem verhältnismäßig langen Kurs dennoch ausreichend Unterhaltung zu bieten, hatten die Veranstalter des Rennens beschlossen, gemeinsam mit diesem Lauf zwei Rennen für Wagen bis 1,5 bzw. bis 0,8 Liter durchzuführen. Diese Wagen fuhren jeweils über kürzere Distanzen und wurden separat gewertet.
Diese Entscheidung erwies sich schnell als richtig, denn schon nach kurzer Zeit war im Rennen der Grand-Prix-Wagen bereits jegliche Spannung gewichen. Ruggeri hatte seinen Maserati in der zweiten Runde mit Defekt abstellen müssen und brachte nun das Kunststück fertig, in zwei verschiedenen Rennen gleichzeitig anzutreten, indem er auf den in der 1,5-Liter-Klasse gestarteten Vierzylinder-Werkswagen von Firmenchef Ernesto Maserati umstieg. Und auch Chiron mit seinem Bugatti hatte nur zu Beginn des Rennens einigermaßen mit den Alfa Romeo mithalten können, wobei er zwischenzeitlich Borzacchini, der noch nie auf dem Nürburgring gefahren war, von Platz drei verdrängen konnte. In der siebten Runde musste er das Rennen aber wegen eines Hinterachsdefekts aufgeben.
Damit konnten die drei Alfa-Romeo-Fahrer die Entscheidung unter sich ausmachen, denn außer ihnen war nur noch René Dreyfus auf seinem privat eingesetzten Bugatti in dieser Klasse dabei, der am Ende weit abgeschlagen als Vierter ins Ziel kam. Dennoch war das Rennen, jedenfalls für Caracciola, nicht ganz frei von Überraschungen, denn obwohl er hier bei seinem Heimrennen eigentlich gemäß der teamintern vorgegebenen Stallregie als Sieger vorgesehen war, wurde er von Nuvolari attackiert und schließlich überholt. Als Nuvolari dann aber zu seinem planmäßigen Tankstopp an die Box kam, wurde ihm der geplante Rennausgang noch einmal recht unmissverständlich verdeutlicht, indem die Boxenmannschaft das Auto demonstrativ langsam abfertigte und die gewünschte Reihenfolge auf diese Weise wieder herstellte. Das Rennen ging daraufhin ohne weitere Höhepunkte mit dem Sieg Caracciolas zu Ende, wobei die eigentlich für Grandes Épreves vorgeschriebene Mindestdauer von fünf Stunden um etwa 13 Minuten unterschritten wurde. Offenbar hatten sich die Veranstalter bei der Vorgabe der Rundenzahl etwas verkalkuliert und nicht mit einer so großen Steigerung der Durchschnittsgeschwindigkeit gegenüber den vorangegangenen Rennen gerechnet. Da jedoch hierdurch weder der Ausgang des Rennens noch die Vergabe der Europameistertitel an Nuvolari und Alfa Romeo beeinflusst wurde, kam es offenbar deswegen zu keinem Protest.

## Ergebnisse

### Meldeliste
Gruppe I – Rennwagen ohne Hubraumbegrenzung
| Team                       | Nr. | Fahrer                      | Info  | Chassis              | Motor                                   | Reifen |
| -------------------------- | --- | --------------------------- | ----- | -------------------- | --------------------------------------- | ------ |
| S.A. Alfa Romeo            | 02  | Rudolf Caracciola           |       | Alfa Romeo Tipo B/P3 | Alfa Romeo 2.6L I8 Kompressor           | P      |
| S.A. Alfa Romeo            | 10  | Tazio Nuvolari              |       | Alfa Romeo Tipo B/P3 | Alfa Romeo 2.6L I8 Kompressor           | P      |
| S.A. Alfa Romeo            | 12  | Mario Umberto Borzacchini   |       | Alfa Romeo Tipo B/P3 | Alfa Romeo 2.6L I8 Kompressor           | P      |
| S.A. Alfa Romeo            | 14  | Giuseppe Campari            | DNA   | Alfa Romeo Tipo B/P3 | Alfa Romeo 2.6L I8 Kompressor           | P      |
| Wilhelm Merck              | 04  | Hans Stuck                  | DNS a | Mercedes-Benz SSKL   | Mercedes-Benz M06 RS 7.1L I6 Kompressor | C      |
| Wilhelm Merck              |     | Otto Merz                   | RES   |                      |                                         | C      |
| Whitney Straight           | 06  | Whitney Straight            | DNA   | Maserati 26M         | Maserati 2.5L I8 Kompressor             |        |
| Marcel Lehoux              | 08  | Marcel Lehoux               |       | Bugatti T51          | Bugatti 2.3L I8 Kompressor              |        |
| Pilesi Racing Team         | 16  | Hans Lewy b                 |       | Bugatti T51          | Bugatti 2.3L I8 Kompressor              | FU     |
| Pilesi Racing Team         | 30  | Paul Pietsch                |       | Bugatti T35B         | Bugatti 2.3L I8 Kompressor              | FU     |
| Automobiles Ettore Bugatti | 18  | Louis Chiron                |       | Bugatti T51          | Bugatti 2.3L I8 Kompressor              | M      |
| Automobiles Ettore Bugatti | 20  | Achille Varzi               | DNS c | Bugatti T51          | Bugatti 2.3L I8 Kompressor              | M      |
| Automobiles Ettore Bugatti | 22  | Guy Bouriat                 | DNA   | Bugatti T51          | Bugatti 2.3L I8 Kompressor              | M      |
| Automobiles Ettore Bugatti |     | Albert Divo                 | RES   |                      |                                         | M      |
| László Hartmann            | 24  | László Hartmann             | DNS d | Bugatti T35B         | Bugatti 2.3L I8 Kompressor              |        |
| Officine Alfieri Maserati  | 26  | Amedeo Ruggeri              |       | Maserati 8C-3000     | Maserati 3.0L I8 Kompressor             |        |
| Willy Longueville          | 28  | Willy Longueville           | DNA   | Bugatti T35B         | Bugatti 2.3L I8 Kompressor              |        |
| René Dreyfus               | 32  | René Dreyfus                |       | Bugatti T51          | Bugatti 2.3L I8 Kompressor              |        |
| Bugatti Team Deutschland   |     | Heinrich-Joachim von Morgen | DNA e | Bugatti T49          | Bugatti 5.0L I8 Kompressor              | M      |
| Dimitri Djordjadze         |     | Dimitri Djordjadze          | DNA   | Mercedes-Benz SSK    | Mercedes-Benz M06 RS 7.1L I6 Kompressor |        |

Gruppe II – Rennwagen bis 1500 cm³ Liter Hubraum
| Team                                   | Nr. | Fahrer                           | Info  | Chassis                | Motor                         | Reifen |
| -------------------------------------- | --- | -------------------------------- | ----- | ---------------------- | ----------------------------- | ------ |
| Rudolf Steinweg                        | 34  | Rudolf Steinweg                  | DNA   | Amilcar C6             | Amilcar 1.1L I6 Kompressor    |        |
| Earl Howe                              | 36  | Earl Howe                        |       | Delage 15S8 Kompressor | Delage 1.5L I8                | D      |
| Anthony Alfred Fane Peers Agabeg       | 38  | Alfred Fane                      |       | Frazer Nash            | Meadows 1.5L I4 Kompressor    |        |
| Willi Seibel                           | 40  | Willi Seibel                     |       | Bugatti T37A           | Bugatti 1.5L I4 Kompressor    |        |
| Pilesi Racing Team                     | 42  | Hans Simons                      |       | Bugatti T37A           | Bugatti 1.5L I4 Kompressor    |        |
| Harold John Aldington                  | 44  | Eric Siday                       |       | Frazer Nash            | Meadows 1.5L I4 Kompressor    | D      |
| Harold John Aldington                  | 44  | Harold John Aldington            | DNA   | Frazer Nash            | Meadows 1.5L I4 Kompressor    | D      |
| Henry Täuber                           | 46  | Henry Täuber                     |       | Alfa Romeo 6C-1500     | Alfa Romeo 1.5L I6 Kompressor |        |
| Émile Dourel                           | 48  | Émile Dourel                     | DNA   | Amilcar                | Amilcar 1.2L I6               |        |
| László Hartmann                        | 50  | László Hartmann                  |       | Bugatti T37A           | Bugatti 1.5L I4 Kompressor    |        |
| Carl Wagner                            | 52  | Carl Wagner                      |       | Bugatti T37A           | Bugatti 1.5L I4 Kompressor    |        |
| Just-Émile Vernet                      | 54  | Just-Émile Vernet                | DNA   | Salmson                | Salmson 1.1L I4               |        |
| Anne-Cécile Rose-Itier                 | 56  | Anne-Cécile Rose-Itier           |       | Bugatti T37A           | Bugatti 1.5L I4 Kompressor    |        |
| Officine Alfieri Maserati              | 58  | Ernesto Maserati a               |       | Maserati 4CM           | Maserati 1.1L I4 Kompressor   |        |
| Domenico Ruggero-Rosso Count di Cerami | 58  | Domenico-Ruggero Rosso di Cerami | DNA b | Maserati 4CM           | Maserati 1.5L I4 Kompressor   |        |
| Graf Stafan Gyulai                     | 60  | Stafan Gyulai                    |       | Alfa Romeo 6C-1500     | Alfa Romeo 1.5L I6 Kompressor |        |
| José Scaron                            | 62  | José Scaron                      |       | Amilcar MC0            | Amilcar 1.3L I6 Kompressor    |        |
| Willy Longueville                      | 64  | Willy Longueville                | DNA   | Bugatti T37A           | Bugatti 1.5L I4 Kompressor    |        |
| Joseph Zigrand                         | 66  | Joseph Zigrand                   |       | Bugatti T37A           | Bugatti 1.5L I4 Kompressor    |        |
| Claude Ozannat                         | 68  | Claude Ozannat                   | DNA   | Bugatti T51A           | Bugatti 1.5L I8 Kompressor    |        |
| Armand Girod                           | 70  | Pierre Félix                     |       | FG Lombard             | Lombard 1.1L I4               |        |
| Engelbert von Arco-Zinneberg           | 72  | Engelbert von Arco-Zinneberg     | DNA   | Amilcar                | Amilcar 1.1L I6               |        |
| Bugatti Team Deutschland               | 74  | Ernst Günther Burggaller         |       | Bugatti T51A           | Bugatti 1.5L I8 Kompressor    | M      |
| Heinz Risse                            |     | Heinz Risse                      | DNA   | Bugatti T37A           | Bugatti 1.5L I4 Kompressor    |        |
| Joseph Reynartz                        |     | Joseph Reynartz                  | DNA   | Bugatti                |                               |        |
| Alphonse Evrard                        |     | Alphonse Evrard                  | DNA   | Bugatti                |                               |        |
| Principe Demenious                     |     | Principe Demenious               | DNA   | Maserati               | Maserati 1.5L I4              |        |

Gruppe III – Rennwagen bis 800 cm³ Hubraum
| Team                               | Nr. | Fahrer                     | Info  | Chassis                       | Motor           | Reifen |
| ---------------------------------- | --- | -------------------------- | ----- | ----------------------------- | --------------- | ------ |
| Gerhard Macher                     | 76  | Gerhard Macher             |       | DKW                           | DKW 0.78L I2    |        |
| Hugo Urban-Emmerich                | 78  | Hugo Urban-Emmerich        |       | MG Midget Type C              | MG 0.75L I4     |        |
| Mike Milbank Marquis de Belleroche | 80  | Mike Milbank de Belleroche |       | Austin 7 Sports               | Austin 0.75L I4 |        |
| Walter Bäumer                      | 82  | Walter Bäumer              |       | Austin 7 Sports               | Austin 0.75L I4 |        |
| Captain Noakes                     | 84  | Hugh Caulfield Hamilton    |       | MG Midget Type C              | MG 0.75L I4     | D      |
| Fritz Hedderich                    | 86  | Fritz Hedderich            |       | BMW 3/15 PS DA 3 Typ Wartburg | BMW 0.75L I4    |        |
| Bobby Kohlrausch                   | 88  | Bobby Kohlrausch           |       | BMW 3/15 PS DA 3 Typ Wartburg | BMW 0.75L I4    |        |
| Hans Ruesch                        | 90  | Hans Ruesch                | DNA a | MG Midget                     | MG 0.75L I4     |        |

### Startaufstellung
Die Startpositionen wurden in der Reihenfolge der vorab zugeteilten Startnummern vergeben.
| Nuvolari      |            | Lehoux         |             | Caracciola |
|               |            |                |             |            |
|               | Lewy       |                | Borzacchini |            |
|               |            |                |             |            |
| Pietsch       |            | Ruggeri        |             | Chiron     |
|               |            |                |             |            |
|               |            |                | Dreyfus     |            |
|               |            |                |             |            |
|               |            |                |             |            |
| Seibel        |            | Fane           |             | Howe       |
|               |            |                |             |            |
|               | Siday      |                | Simons      |            |
|               |            |                |             |            |
| Wagner        |            | Hartmann       |             | Täuber     |
|               |            |                |             |            |
|               | Maserati   |                | Rose-Itier  |            |
|               |            |                |             |            |
| Zigrand       |            | Scaron         |             | Gyulai     |
|               |            |                |             |            |
|               | Burggaller |                | Félix       |            |
|               |            |                |             |            |
|               |            |                |             |            |
| de Belleroche |            | Urban-Emmerich |             | Macher     |
|               |            |                |             |            |
|               | Hamilton   |                | Bäumer      |            |
|               |            |                |             |            |
|               |            | Kohlrausch     |             | Hedderich  |

### Rennergebnis
| Pos. | Fahrer                    | Konstrukteur | Runden | Stopps | Zeit          | Start | Schnellste Runde | Ausfallgrund  | EM-Punkte |
| ---- | ------------------------- | ------------ | ------ | ------ | ------------- | ----- | ---------------- | ------------- | --------- |
| 01   | Rudolf Caracciola         | Alfa Romeo   | 25     | 1      | 4:47:22,8 h   | 1     |                  |               | 1         |
| 02   | Tazio Nuvolari            | Alfa Romeo   | 25     | 1      | + 31,0 s      | 3     | 10:49,4 min      |               | 2         |
| 03   | Mario Umberto Borzacchini | Alfa Romeo   | 25     | 1      | + 7:10,2 min  |       |                  | 3             |           |
| 04   | René Dreyfus              | Bugatti      | 25     | 1      | + 13:42,2 min | 9     |                  |               | 4         |
| —    | Louis Chiron              | Bugatti      | 6      |        | DNF           | 6     |                  | Achsbruch     | 6         |
| —    | Hans Lewy Paul Pietsch    | Bugatti      | 5      |        | DNF           | 5     |                  | Unfall        | 6 -       |
| —    | Marcel Lehoux             | Bugatti      | 3      |        | DNF           | 2     |                  | Achsbruch     | 6         |
| —    | Amedeo Ruggeri            | Maserati     | 2      |        | DNF           | 7     |                  | Motorschaden  | 6         |
| —    | Paul Pietsch              | Bugatti      | 1      |        | DNF           | 8     |                  | Kühlerschaden | 6         |

### Rennergebnis Voiturette bis 1,5 Liter Hubraum
| Pos. | Fahrer                          | Konstrukteur | Runden | Stopps | Zeit          | Start | Schnellste Runde | Ausfallgrund           |
| ---- | ------------------------------- | ------------ | ------ | ------ | ------------- | ----- | ---------------- | ---------------------- |
| 01   | Henry Täuber                    | Alfa Romeo   | 23     |        | 4:54:46,8 h   | 17    | 12:21,8 min      |                        |
| 02   | László Hartmann                 | Bugatti      | 23     |        | + 12:35,6 min | 16    |                  |                        |
| 03   | Ernesto Maserati Amedeo Ruggeri | Maserati     | 23     |        | + 18:59,2 min | 19    |                  |                        |
| 04   | Earl Howe                       | Delage       | 23     |        | + 20:18,6 min | 10    |                  |                        |
| 05   | Carl Wagner                     | Bugatti      | 23     |        | + 20:58,0 min | 15    |                  |                        |
| 06   | Joseph Zigrand                  | Bugatti      | 23     |        | + 22:50,6 min | 22    |                  |                        |
| 07   | José Scaron                     | Amilcar      | 23     |        | + 25:29,2 min | 21    |                  |                        |
| 08   | Willi Seibel                    | Bugatti      | 23     |        | + 26:45,4 min | 12    |                  |                        |
| 09   | Hans Simons                     | Bugatti      | 23     |        | + 34:24,8 min | 13    |                  |                        |
| 10   | Anne-Cécile Rose-Itier          | Bugatti      | 23     |        | + 39:04,2 min | 18    |                  |                        |
| —    | Pierre Félix                    | Lombard      | 17     |        | DNF           | 23    |                  | Ausfall                |
| —    | Stafan Gyulai                   | Alfa Romeo   | 13     |        | DNF           | 20    |                  | Riss im Zylinderblock  |
| —    | Eric Siday                      | Frazer Nash  | 12     |        | DNF           | 14    |                  | keine Benzindruck mehr |
| —    | Alfred Fane                     | Frazer Nash  | 10     |        | DNF           | 11    |                  | Motorschaden           |
| —    | Ernst Günther Burggaller        | Bugatti      | 4      |        | DNF           | 24    |                  | Achsbruch              |

### Rennergebnis Voiturette bis 0,8 Liter Hubraum
| Pos. | Fahrer                  | Konstrukteur | Runden | Stopps | Zeit          | Start | Schnellste Runde | Ausfallgrund        |
| ---- | ----------------------- | ------------ | ------ | ------ | ------------- | ----- | ---------------- | ------------------- |
| 01   | Hugh Caulfield Hamilton | MG           | 19     |        | 4:33:29,0 h   | 29    | 13:29,0 min      |                     |
| 02   | Bobby Kohlrausch        | BMW          | 19     |        | + 12:31,8 min | 31    |                  |                     |
| —    | Walter Bäumer           | Austin       | 16     |        | DNF           | 28    |                  | Achsbruch           |
| —    | Hugo Urban-Emmerich     | MG           | 9      |        | DNF           | 26    |                  | Mechanik            |
| —    | Fritz Hedderich         | BMW          | 8      |        | DNF           | 30    |                  | defekte Kurbelwelle |
| —    | Gerhard Macher          | DKW          | 2      |        | DNF           | 25    |                  | Kolbenschaden       |
| —    | Mike Milbank            | Austin       | 1      |        | DNF           | 27    |                  | Achsbruch           |